# François Césaire Jalabert
Pour les articles homonymes, voir Jalabert.
François Césaire Jalabert est un homme politique français né le 27 août 1769 à Perpignan (Pyrénées-Orientales) et décédé le 22 avril 1832 à Paris.
D'abord militaire, il entre dans l'administration et devient conseiller de préfecture en 1800. Il est député des Pyrénées-Orientales de 1813 à 1815.

## Sources
- « François Césaire Jalabert », dans Adolphe Robert et Gaston Cougny, Dictionnaire des parlementaires français, Edgar Bourloton, 1889-1891 [détail de l’édition]